# Leucothyreus trochanterinus
Leucothyreus trochanterinus är en skalbaggsart som beskrevs av Ohaus 1917. Leucothyreus trochanterinus ingår i släktet Leucothyreus och familjen Rutelidae. Inga underarter finns listade i Catalogue of Life.